# Mercedes-Benz O-B/AEG
Mercedes-Benz O-B/AEG – trolejbus, produkowany przez niemiecką firmę Mercedes. Silnik trakcyjny prądu stałego o mocy 60 kW sterowany nastawnikiem dostarczyła firma AEG.